# Neil Jackson

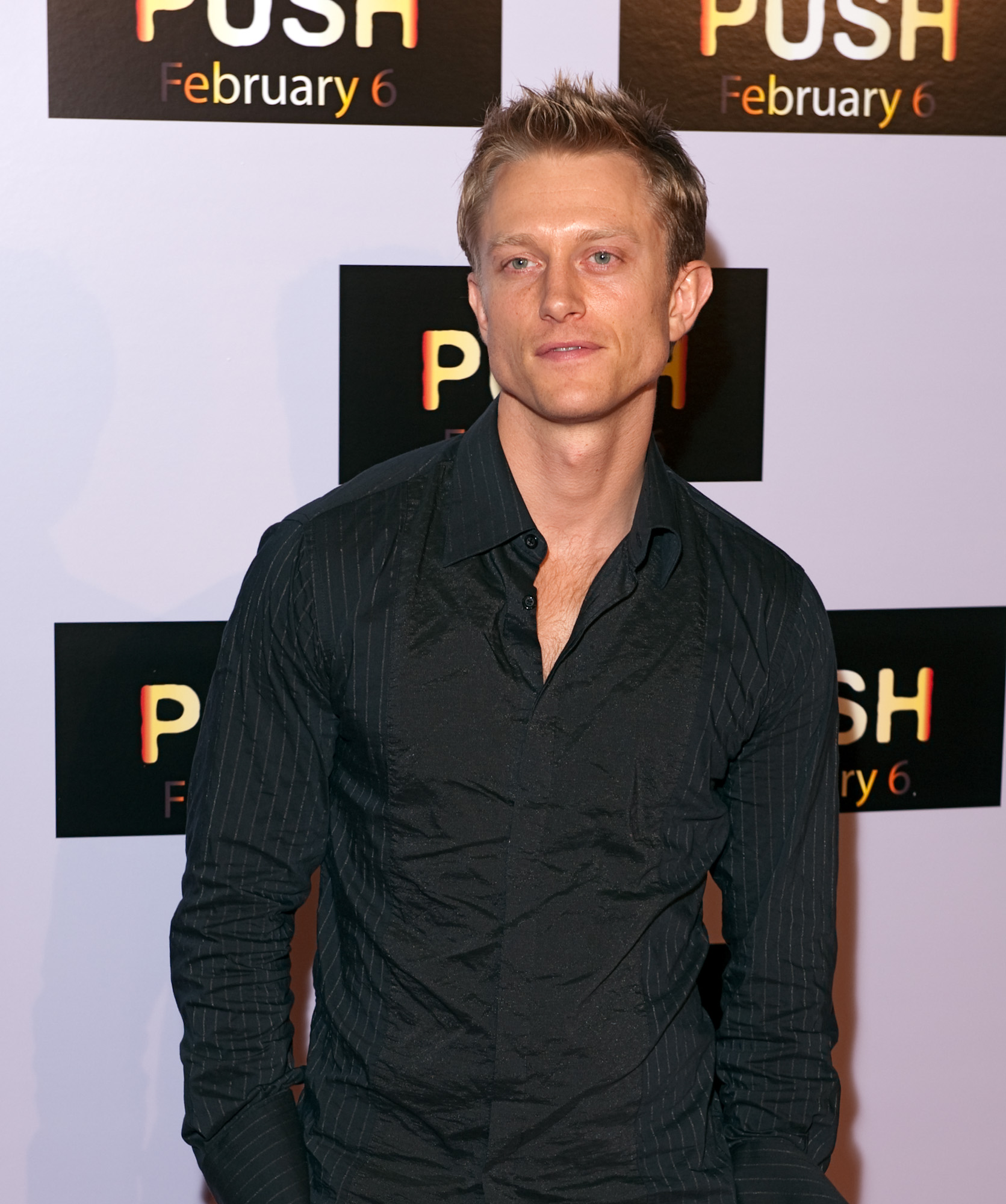
Neil Jackson (2009)

Neil Jackson (* 5. März 1976 in Luton, England) ist ein britischer Schauspieler und Drehbuchautor.

## Leben
Jackson arbeitete als Amateurboxer, später dann als Privattrainer.
Erste Erfahrungen mit der Schauspielerei sammelte Jackson im Theaterviertel West End. Jude Kelly, der auf Jackson aufmerksam wurde, engagierte ihn für eine Rolle im Musical Queer As Folk: The Musical. Daraufhin wirkte er noch in drei Theateraufführungen unter der Regie von Michael Armstrong mit. Seine Karriere als Schauspieler vor der Kamera begann Jackson, indem er ab 2002 in einer Reihe von englischsprachigen Serien mitwirkte. Zuerst spielte er für eine Folge in der Fernsehserie Heartbeat mit. Für die englische Serie Dreamteam übernahm Jackson die Hauptrolle, er spielte von 2002 bis 2003 in der Serie mit. Schon 2004 erhielt er seine erste Rolle für einen Kinofilm, Alexander, der auch international bekannt ist. Daraufhin war er wieder in zahlreichen Serien tätig, auch in bekannteren, wie etwa Stargate – Kommando SG-1 oder auch CSI: Miami. Erstmals ein Drehbuch schrieb Jackson 2006 für den Film The Passage, der im darauffolgenden Jahr beim Toronto Film Festival uraufgeführt wurde. 2008 spielte Jackson in dem James-Bond-Film Ein Quantum Trost mit. Für den Film Star Crossed schrieb er das Drehbuch. Es handelt sich bei dem Film um eine modernisierte Neufassung des Stückes Romeo und Julia von William Shakespeare. Seit 2009 spielt er die Rolle des Sasha Belov in der Jugendserie Make It or Break It.
Derzeit lebt Jackson in Los Angeles; er ist mit Kylie Furneaux verheiratet.

## Filmografie (Auswahl)
als Schauspieler
- 2002: Heartbeat (Fernsehserie, Folge 11x13 The Leopard’s Spots)
- 2002: The House That Jack Built (Fernsehserie, Folge 1x01 Dynasty)
- 2002: Is Harry on the Boat? (Fernsehserie, Folge 1x10)
- 2002: Silent Witness (Fernsehserie, 2 Folgen)
- 2002–2003: Dreamteam (Fernsehserie)
- 2003: The Last Detective (Fernsehserie)
- 2004: Alexander
- 2005: The Last Mission – Das Himmelfahrtskommando (The Last Drop)
- 2005: Sugar Rush (Fernsehserie)
- 2005: Stargate – Kommando SG-1 (Stargate, Fernsehserie)
- 2005: Breakfast on Pluto
- 2006: Blade – Die Jagd geht weiter (Blade, Fernsehserie)
- 2006: Cold Case – Kein Opfer ist je vergessen (Cold Case, Fernsehserie)
- 2006: The Thirst
- 2007: The Passage
- 2007: CSI: Den Tätern auf der Spur (CSI: Crime Scene Investigation, Fernsehserie)
- 2007: How I Met Your Mother (Fernsehserie, 1 Folge)
- 2008: 15-40
- 2008: CSI: Miami (Fernsehserie, 1 Folge)
- 2008: James Bond 007: Ein Quantum Trost (Quantum of Solace)
- 2009: Stargate Atlantis (Fernsehserie, 1 Folge)
- 2009: Push
- 2009–2012: Make It or Break It (Fernsehserie)
- 2010: Ich sehe den Mann deiner Träume (You Will Meet a Tall Dark Stranger)
- 2010: FlashForward (Fernsehserie)
- 2010–2012: Rückkehr ins Haus am Eaton Place (Upstairs – Downstairs)
- 2011: White Collar (Fernsehserie, Episode 3x01)
- 2012: Vampyre Nation
- 2013–2015: Sleepy Hollow (Fernsehserie)
- 2014: Person of Interest (Fernsehserie, 1 Folge)
- 2016: Nocturnal Animals
- 2016: Blindspot (Fernsehserie, Episode 1x18)
- 2017–2020: Absentia (Fernsehserie)
- 2017: The Originals (Fernsehserie, Episode 4x01)
- 2017: Grantchester (Fernsehserie, Episode 3x06)
- 2018: Westworld (Fernsehserie, Episode 2x03)
- 2018: Willkommen in Marwen (Welcome to Marwen)
- 2020–2022: Stargirl (Fernsehserie)
- 2021: The King’s Man: The Beginning (The King’s Man)
- 2024: Tracker (Fernsehserie, 1 Folge)

als Drehbuchautor
- 2007: The Passage
- 2009: Star Crossed